# Ри-Бхои
Ри-Бхои (англ. Ri-Bhoi) — округ в индийском штате Мегхалая. Образован 4 июня 1992 года из части территории округа Восточные горы Кхаси. Административный центр — город Нонгпох. Площадь округа — 2448 км². По данным всеиндийской переписи 2001 года население округа составляло 192 795 человек. Уровень грамотности взрослого населения составлял 65,7 %, что выше среднеиндийского уровня (59,5 %). Доля городского населения составляла 6,8 %.